# Kristjan Koren

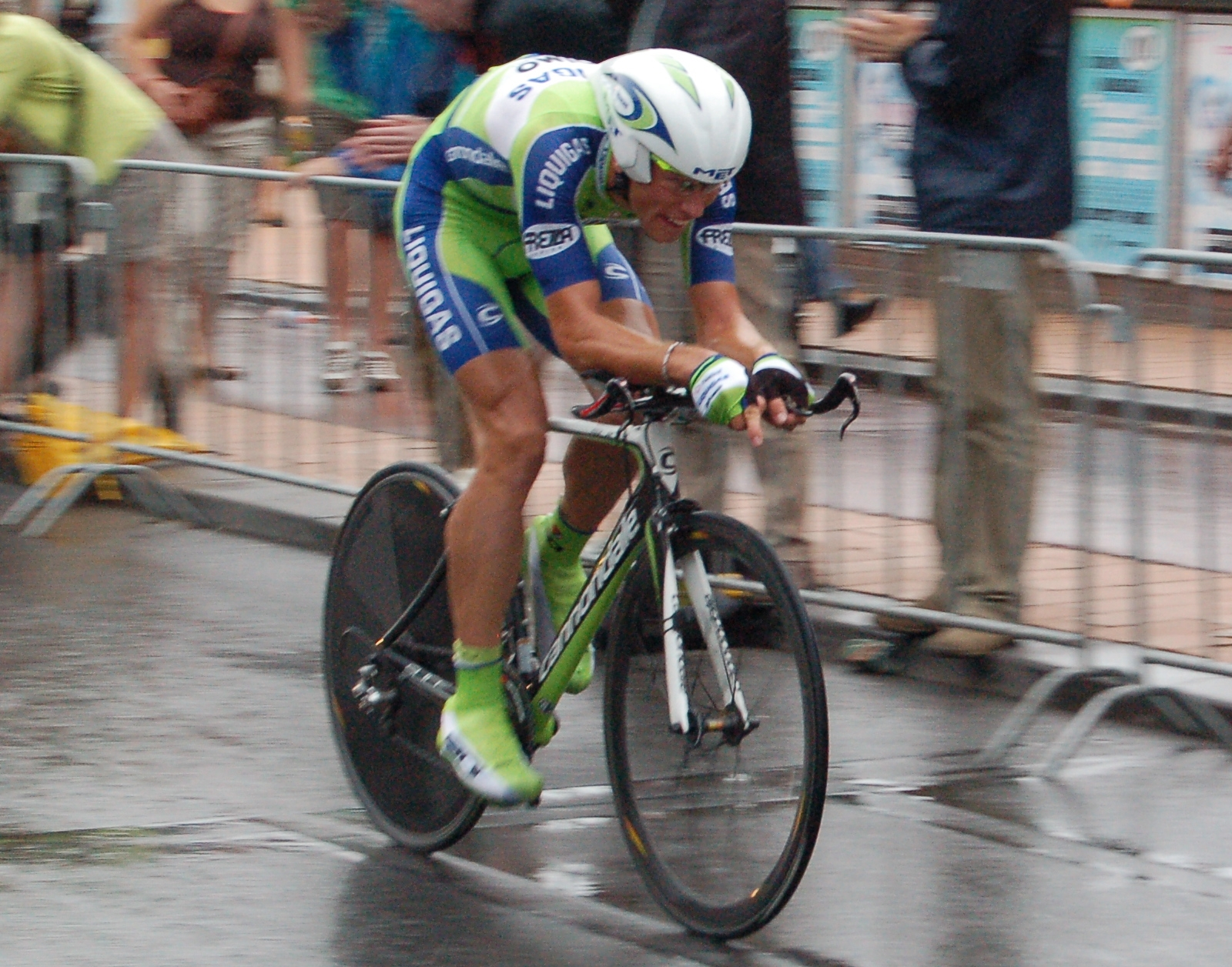
Kristjan Koren lors du prologue du Tour de France 2010 à Rotterdam.

Kristjan Koren, né le 25 novembre 1986 à Šempeter pri Novi Gorici (en), est un coureur cycliste slovène.

## Biographie
En catégorie junior, Kristjan Koren participe en 2004 aux championnats du monde sur route à Vérone en Italie. Il y prend la 19e place du contre-la-montre et la 47e place de la course en ligne.
En 2005, Kristjan Koren intègre l'équipe continentale slovène Sava. Il est champion de Slovénie du contre-la-montre espoirs en 2006. Il participe aux championnats d'Europe espoirs, où il prend la 5e place du contre-la-montre, et aux championnats du monde sur route, lors desquels il se classe 10e du contre-la-montre des moins de 23 ans. En 2007, il remporte le champion de Slovénie du contre-la-montre élite. Il dispute des manches de la Coupe des Nations U23 avec l'équipe de Slovénie. Il est notamment sixième de la Côte picarde, remportée par son coéquipier Simon Špilak, et participe au Tour de l'Avenir durant lequel il est deuxième d'étape puis neuvième de l'étape contre-la-montre. La Slovénie remporte cette Coupe des nations. Kristjan Koren participe à nouveau aux championnats d'Europe et du monde des moins de 23 ans, sans autant de réussite qu'en 2006 : il y est respectivement 18e et 27e des épreuves contre-la-montre, devancé par son coéquipier d'équipe nationale Grega Bole,.
En 2008, il rejoint la formation Perutnina Ptuj, autre équipe continentale slovène. Il remporte en début d'année deux étapes du Tour de Cuba, puis l'étape contre-la-montre de l'Istrian Spring Trophy, dont il prend la deuxième place finale. Durant la suite de la saison, avec Perutnina Ptuj, il se classe 3e du Tour de Rijke, 7e du Gran Premio della Liberazione, et vice-champion de Slovénie du contre-la-montre, battu par Gregor Gazvoda. Avec l'équipe de Slovénie espoirs, il dispute à nouveau la Coupe des nations. Il en remporte une des sept manches, la Côte picarde, et se classe troisième du Giro delle Regioni et onzième du Tour de l'Avenir, avec une deuxième place lors du prologue derrière Andrey Amador. Aux championnats d'Europe espoirs, il est sixième de la course en ligne et dixième du contre-la-montre, et lors des championnats du monde, il prend la septième place du contre-la-montre et la 46e de la course en ligne. En octobre, il devient champion du monde sur route militaire, devant un autre Slovène, Grega Bole, tandis que Janez Brajkovič remporte le titre du contre-la-montre. 
Au début de l'année 2009, Kristjan Koren fait partie des recrues annoncées de l'équipe Teltek H²0, qui ne voit pas le jour. Il évolue durant cette saison dans l'équipe amateur italienne Bottoli Nordelettrica Ramonda, aux côtés notamment d'Adriano Malori, champion du monde du contre-la-montre des moins de 23 ans en 2008. Avec cette équipe, il est vainqueur d'étapes du Tour du Frioul-Vénétie julienne, dont il prend la cinquième place finale, du Baby Giro, où il est également cinquième du classement général, et du Tour de la vallée d'Aoste. Il est troisième du championnat de Slovénie du contre-la-montre derrière Janez Brajkovič et Gregor Gazvoda, et cinquième du contre-la-montre des Jeux méditerranéens.
En 2010, il est recruté par l'équipe ProTour italienne Liquigas-Doimo. Il dispute le Tour de France 2010 et remporte le Grand Prix de la ville de Camaiore.

### Suspension pour violations du règlement antidopage
Le 15 mai 2019, alors qu'il court le Tour d'Italie, il est suspendu à titre provisoire par son équipe, dans le cadre de l'opération Aderlass, une enquête policière en Autriche. Il est suspecté d'avoir utilisé des méthodes interdites en 2012 et 2013, alors qu'il courait à l'époque au sein de l'équipe Liquigas,. 
Le 9 octobre 2019, il est suspendu deux ans, par l'UCI, jusqu'au 14 mai 2021 « pour des violations du règlement antidopage commises en 2011 et 2012 ».
Le 10 mai 2022, il rejoint l'équipe continentale slovène Adria Mobil. Le 26 juin, il devient à 35 ans champion de Slovénie sur route pour la première fois de sa carrière.

## Palmarès, résultats et classements mondiaux

### Palmarès amateur
| - 2004 - 2e du championnat de Slovénie du contre-la-montre juniors - 2006 - Champion de Slovénie du contre-la-montre espoirs - 3e du championnat de Slovénie sur route espoirs - 5e du championnat d'Europe du contre-la-montre espoirs - 10e du championnat du monde du contre-la-montre espoirs - 2007 - Champion de Slovénie du contre-la-montre - 3eb étape du Select Tour (contre-la-montre) - 3e du championnat de Slovénie sur route espoirs - 2008 - Champion du monde sur route militaires - 5e et 13e étapes du Tour de Cuba - Prologue du Istrian Spring Trophy - Côte picarde - 2e de l'Istrian Spring Trophy - 2e du championnat de Slovénie du contre-la-montre - 3e du Tour des régions italiennes - 3e du Tour de Rijke - 6e du championnat d'Europe sur route espoirs - 7e du championnat du monde du contre-la-montre espoirs - 10e du championnat d'Europe du contre-la-montre espoirs | - 2009 - 3e étape du Tour du Frioul-Vénétie julienne - Coppa Città di Lonigo - Trophée Bettoni - 8e et 9e étapes du Baby Giro - 6e étape du Tour de la vallée d'Aoste - 2e du Grand Prix de Poggiana - 3e de la Coppa Fiera di Mercatale - 3e du Mémorial Angelo Fumagalli - 3e du championnat de Slovénie du contre-la-montre |  |

### Palmarès professionnel
| - 2010 - Grand Prix de la ville de Camaiore - 2e du championnat de Slovénie du contre-la-montre - 2011 - 3e du championnat de Slovénie du contre-la-montre - 2012 - 4e étape du Tour de Slovénie - 3e du Tour de Slovénie | - 2014 - 2e du Grand Prix Bruno Beghelli - 2022 - Champion de Slovénie sur route |  |

### Résultats sur les grands tours

#### Tour de France

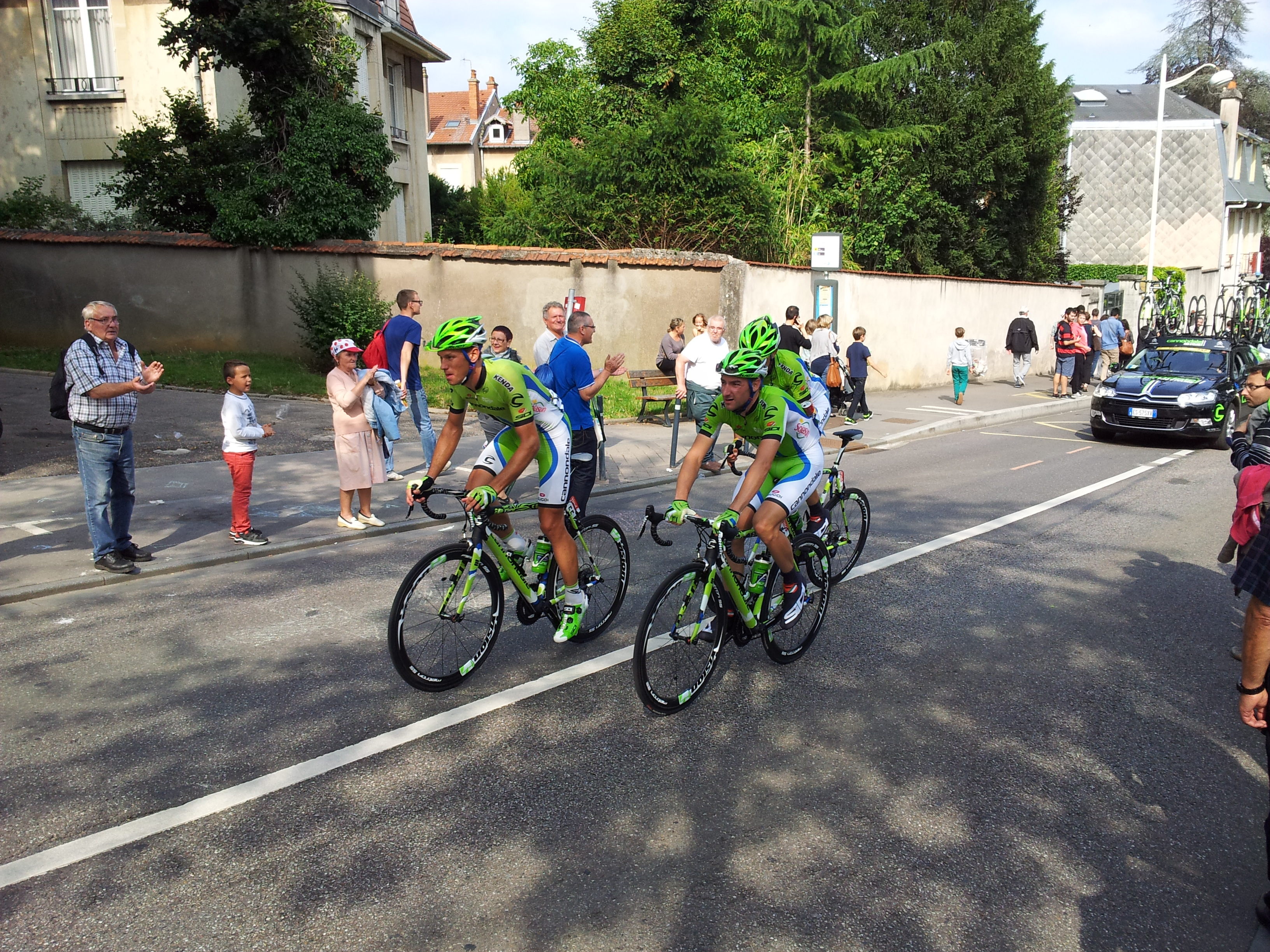
Kristjan Koren (à gauche) dans la 7e étape du Tour de France 2014.

8 participations
- 2010 : 94e
- 2011 : 87e
- 2012 : 98e
- 2013 : 100e
- 2014 : 135e
- 2015 : 69e
- 2016 : 152e
- 2018 : 102e

#### Tour d'Italie
2 participations
- 2017 : 128e
- 2019 : non-partant (5e étape)

### Classements mondiaux
| Année                                 | 2008 | 2009 | 2010 | 2011 | 2012 | 2013 | 2014 | 2015 | 2016 | 2017  | 2018  | 2019  | 2020 | 2021  | 2022 | 2023  |
| ------------------------------------- | ---- | ---- | ---- | ---- | ---- | ---- | ---- | ---- | ---- | ----- | ----- | ----- | ---- | ----- | ---- | ----- |
| UCI World Tour                        |      |      |      | nc   | nc   | nc   | 228e | nc   | 232e | 367e  | 310e  |       |      |       |      |       |
| Classement mondial                    |      |      |      |      |      |      |      |      | nc   | 1378e | 1285e | 1462e | nc   | 1440e | 582e | 3227e |
| UCI Europe Tour                       | 67e  | 234e |      |      |      |      |      |      | nc   | 1150e | 1227e | 981e  | nc   | 1025e | 454e | nc    |
| UCI America Tour                      | 168e | nc   |      |      |      |      |      |      | nc   | 430e  | nc    |       |      |       |      |       |
|                                       |      |      |      |      |      |      |      |      |      |       |       |       |      |       |      |       |
| Légende : nc = non classéSource : UCI |      |      |      |      |      |      |      |      |      |       |       |       |      |       |      |       |